# Liste de ponts des Alpes-de-Haute-Provence
Liste de ponts des Alpes-de-Haute-Provence, non exhaustive, présentant les principaux édifices présents et/ou historiques dans le département.

## Ponts de longueur supérieure à100m
Les ouvrages de longueur totale supérieure à 100 m du département des Alpes-de-Haute-Provence sont classés ci-après par gestionnaires de voies.

### Autoroute

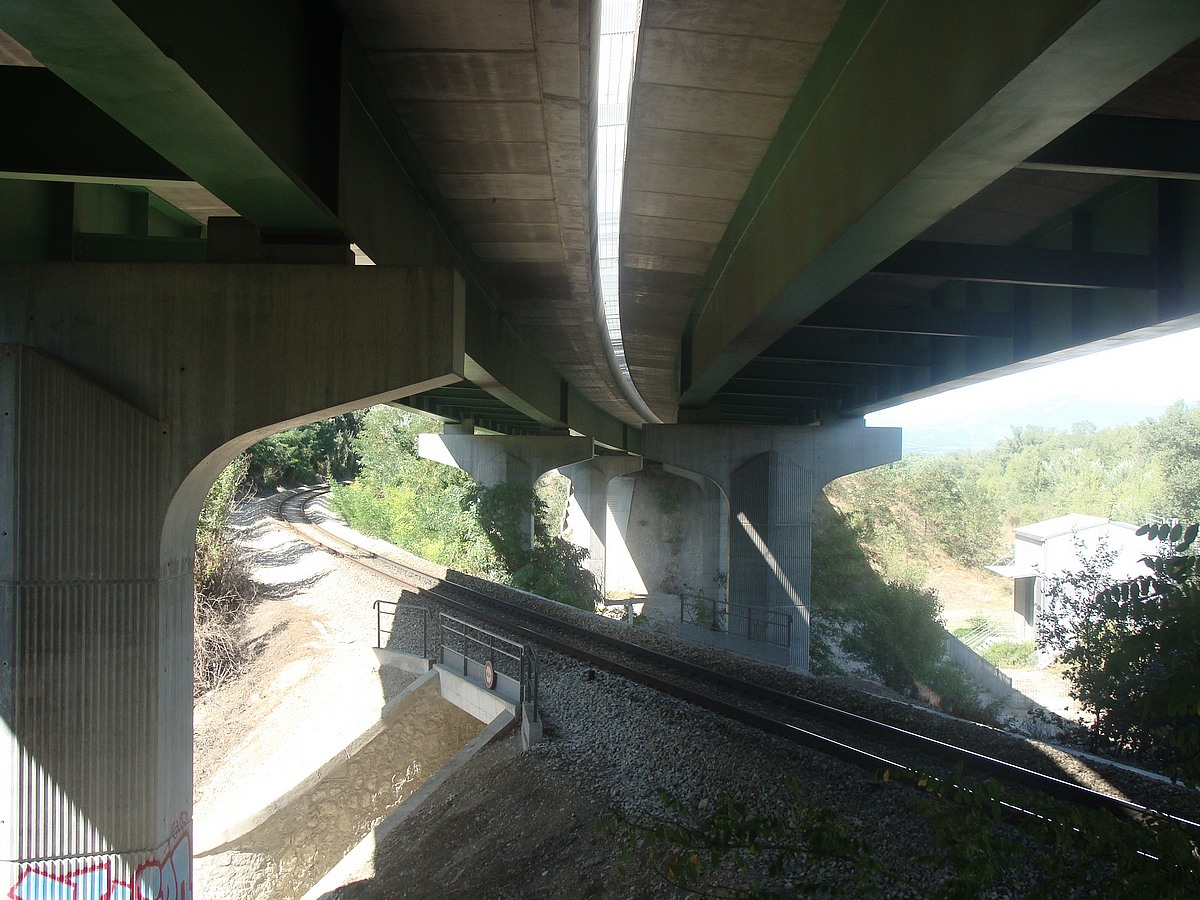
Le viaduc de l'A 51 au-dessus de la voie ferrée à la hauteur de Lurs

- Pont de l'autoroute A 51 sur le canal EDF à Sainte-Tulle (km 65, double pont métallique en poutre en treillis, longueur 114 mètres)[1]
- Pont double de l'A 51 au-dessus de la voie ferrée Manosque - Sisteron à la hauteur de Lurs (km 90), longueur 187 mètres[2].

### Routes nationales

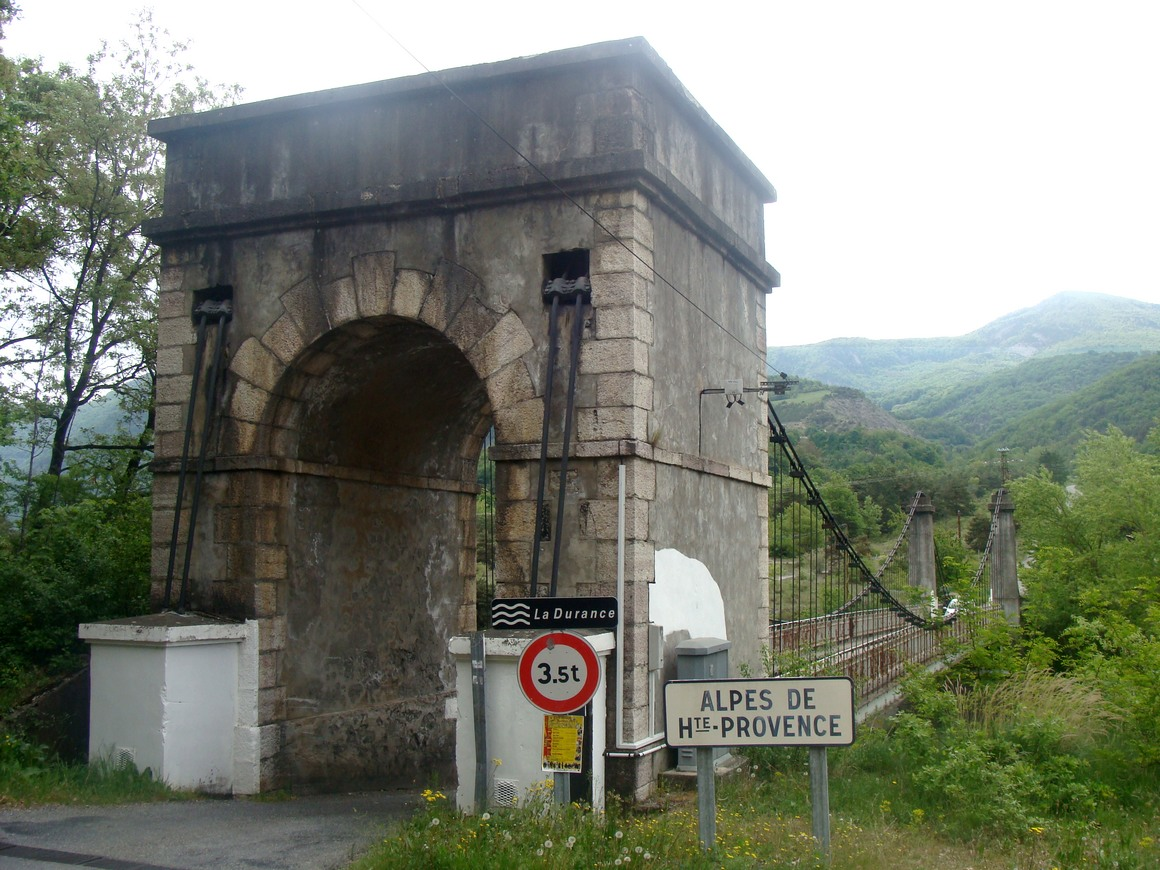
L'ancien pont de Venterol (détruit en 2009)

- Pont Alexandra David-Néel, Digne-les-Bains, sur la Bléone (déviation de la RN 85, 104 m, 2004)[3],[4]
- Pont-barrage sur la Durance entre l'Escale et Château-Arnoux-Saint-Auban (RN 85, 126 m, 1962)[5]

### Routes départementales
- Pont des Arches, Digne-les-Bains, sur la Bléone (pont-cage métallique portant la RD 900 A, 100 m, 1894)[6]
- Pont-viaduc du Viou, à Forcalquier sur la RD 4100 (à l’origine mixte routier-ferroviaire), 136 m, 1882-1887[7]
- Pont de Sainte-Croix, sur le lac de Sainte-Croix, béton, 290 m (1972-1973)[8]
- Pont de La Brillanne, sur la Durance, en pierre, 285 m (1888)[9]
- Pont de Manosque, sur la Durance, pont suspendu (1939, 205 m)[10]
- Pont des Mées, sur la Durance, aux Mées, 172 m, 1952[11]
- Pont de Trébaste, sur la Durance, Château-Arnoux (pont suspendu de 118 m, 1835-1837, démoli en 1962[12])
- Pont sur l’Asse (Bras-d'Asse), 123 m[13]
- Pont de l’Asse (entre Mézel et Beynes), 1777, 105 m[14]
- Pont à haubans de Volonne, sur la Durance, (2006, 102 m)

### Viaducs ferroviaires
- Sur la ligne Lyon-Perrache - Marseille-Saint-Charles (via Grenoble).
  - Pont sur le Jabron (105 m.)
  - Viaduc de  Sisteron sur le Buech (208 m.)
- Sur la ligne Nice - Digne des Chemins de fer de Provence :
  - Pont de la Bléone, à Digne-les-Bains, 128 m (3 travées de 40 m)[15]
  - Viaduc de Moriez (franchissement de la route nationale 202), 109 m (9 arches de 8 m de portée)[16]
  - Viaduc de la Guillaumasse, près de Méailles, 121 m (5 arches de 15 m)[17]
  - Viaduc de Maouna, à Méailles, 197 m (9 travées de 15 m)[18]
  - Viaduc de la Donne, à Annot, 136 m (5 arches de 17 m)[19]
  - Viaduc de Fontbouisse, près d'Annot, 100 m (5 arches de 10 m)[20]

## Ponts de longueur comprise entre50met100m

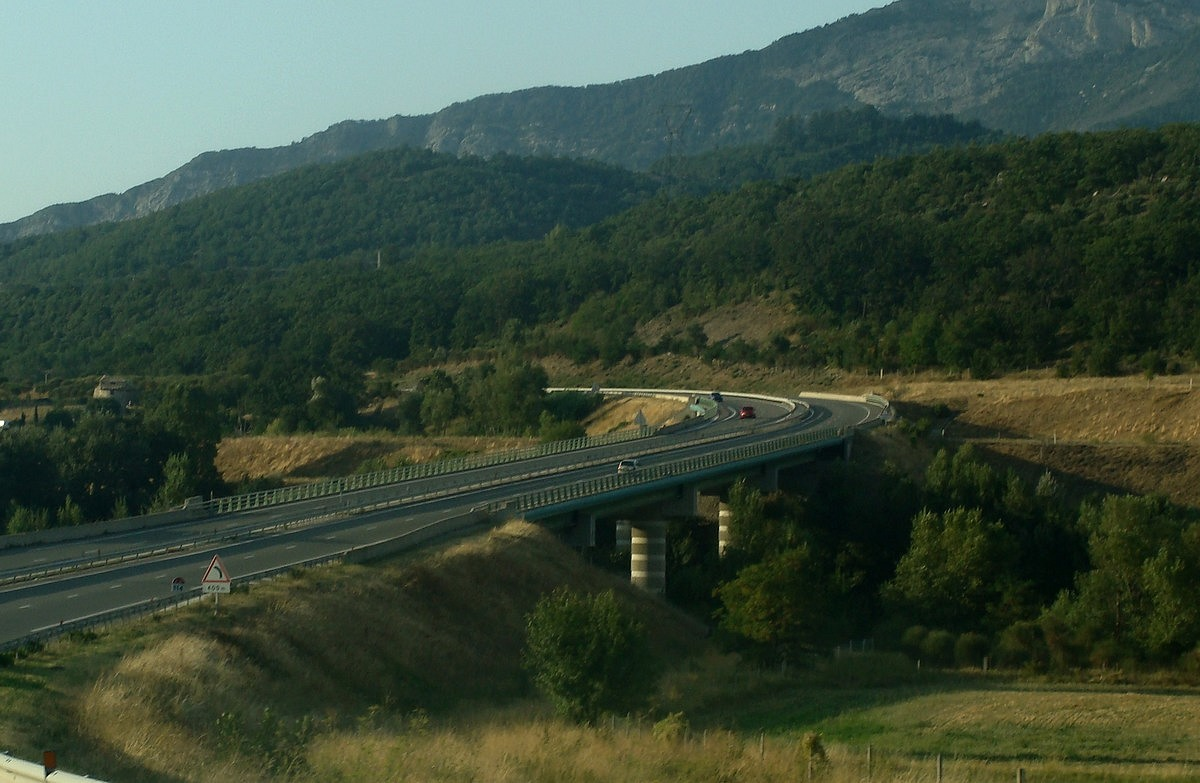
Le pont de l'A 51 sur la Durance en aval de Sisteron

Les ouvrages de longueur totale comprise entre 50 et 100 m du département des Alpes-de-Haute-Provence sont classés ci-après par gestionnaires de voies.

### Autoroute
- Pont de l'autoroute A 51 au-dessus de la Durance entre l'aire d'Aubignosc et l'échangeur Sisteron-sud (km 113)[21].
- Pont de l'autoroute A 51 au-dessus de la Durance entre le tunnel de la Baume et l'échangeur Sisteron-nord (km 120)[22].

### Routes nationales
- Pont de Mirabeau.

### Routes départementales
- Pont du Calavon, à Céreste (60 m[23])
- Pont du Paoutas, à Demandolx
- Viaduc de Débaste-Saume (50 m, deux niveaux d’arches, années 1670[24])
- Pont de Fombeton, à Valernes (pont suspendu de 1847, 71 m, désaffecté[25])
- Pont de Venterol, sur la Durance (57 m, ouvrage récent remplaçant un ancien pont suspendu)

### Viaducs ferroviaires
- Sur la ligne du train des Pignes :
  - Viaduc du Gros Vallon (Saint-Benoît), 66 m environ (3 arches de 22 m), 1903-1911[26]
  - Viaduc de la Beïte (Annot), 5 arches dont une de 34 m[26]
  - Viaduc des Rayets, 84 m environ (6 arches de 14 m)[26]
  - Viaduc de Thorame (Thorame-Haute), 88 m, 3 arches sur le Verdon
  - Pont de Plan-de-Lys 61 m (Thorame-Haute)
  - Pont sur le Verdon à La Mure-Argens, 65 m, une seule arche

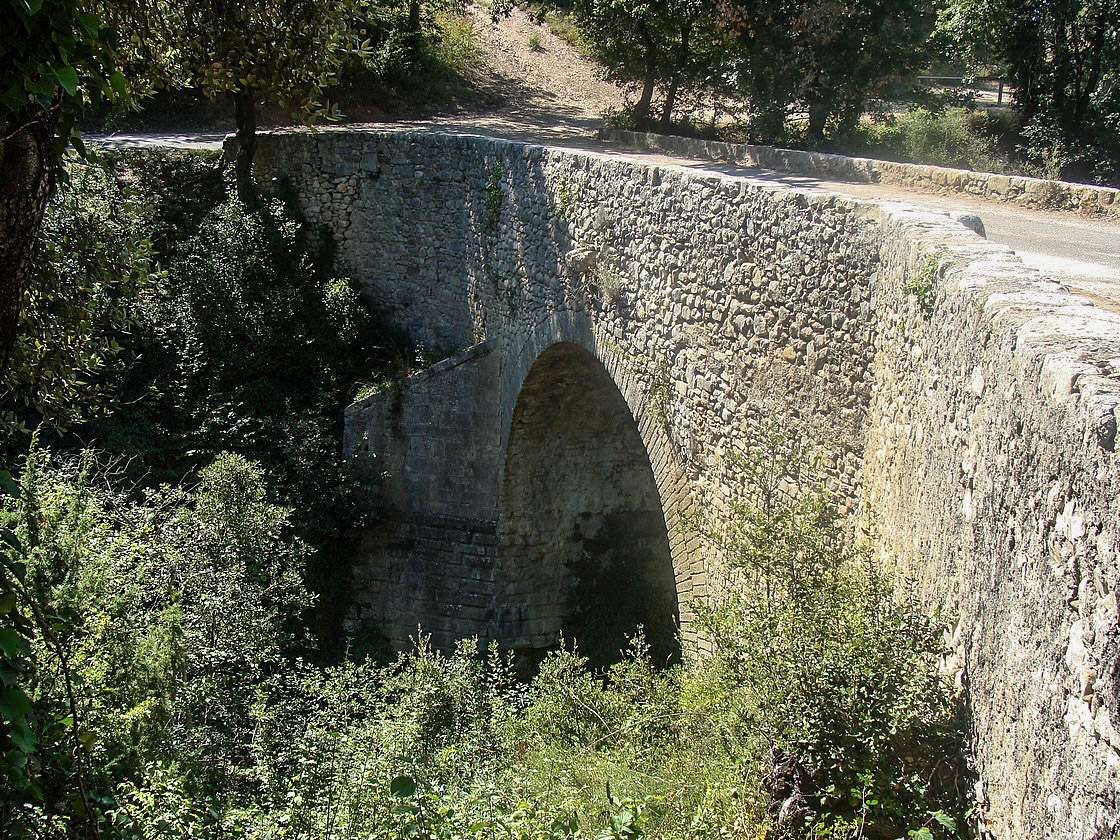
Le pont sur le Buès, dit pont romain de Lurs ou de Ganagobie

## Ponts présentant un intérêt architectural ou historique
Les ponts des Alpes-de-Haute-Provence inscrits à l’inventaire national des monuments historiques sont recensés ci-après.

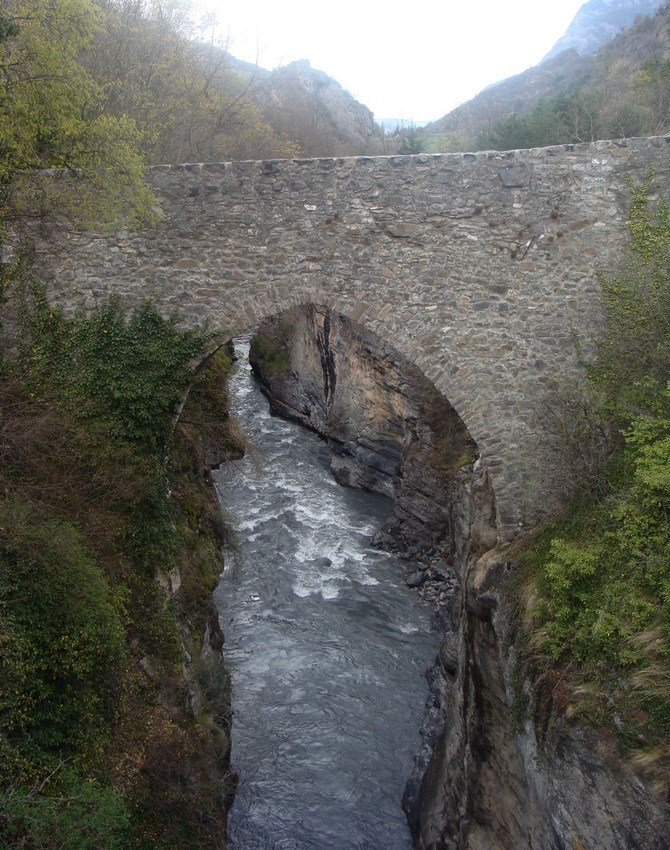
Le pont dit romain au Lauzet-Ubaye

- Pont dit romain, en réalité du XVIIIe siècle, à Céreste (où se trouvent également les ruines d'un véritable pont romain)[27]
- Pont du Roc, à Castellane (36 m, début du XVe siècle[28])
- Pont de Saint-Roch ou Vieux Pont, à Colmars
- Pont Haut, à Colmars - XVIIIe siècle
- Pont de la reine Jeanne, à Entrepierres - XVIIe siècle
- ponts-bâches dits Ouvrages des Éléphants (RN 202, Entrevaux)
- Pont-viaduc du Viou, à Forcalquier (à l’origine mixte routier-ferroviaire), 136 m, 1882-1887, RN 100[7]
- Pont sur la Vaire (vieux), à Le Fugeret - 20 m, XVIIIe siècle[29]
- Pont ancien sur le ravin de Buès, à Ganagobie (30 m[30])
- Pont ancien du Lauzet, à Le Lauzet-Ubaye - XVIIe siècle, 22,7 m[31]
- Pont des Trois Arches, à Mane - XIIe siècle
- Pont d'Aiguines, à Moustiers-Sainte-Marie : 125 m de long, XIIIe siècle-XVIIIe siècle, sous le lac de Sainte-Croix[32]
- Pont de Gueydan, à Saint-Benoît
- Pont de la reine Jeanne, à Saint-Benoît - 39 m, XVIIe et XVIIIe siècles[33]
- Pont du Châtelet à Saint-Paul-sur-Ubaye (surplomb de 90 m, 1882[34]), site classé
- Pont du Moulin classé Monument historique en 1977,  Thorame-Haute (ancien Pont d'Ondres), 41 m, XVIIe siècle[35]

## Ponts présentant un intérêt esthétique
- Pont romantique sur le Chaffère, Sainte-Tulle
- Pont pétrifié au milieu du parc Max Trouche de Sainte-Tulle: le pont en bois pétrifié se situe dans un très beau parc végétal.

## Sources
- Base de données Mérimée du Ministère de la Culture et de la Communication.
- Philippe Autran, Guy Barruol et Jacqueline Ursch, D’une rive à l’autre : les ponts de Haute-Provence de l’Antiquité à nos jours, Les Alpes de lumière no 153, Forcalquier, 2006.  (ISBN 2-906162-81-7)